# Mongoolse Volkspartij

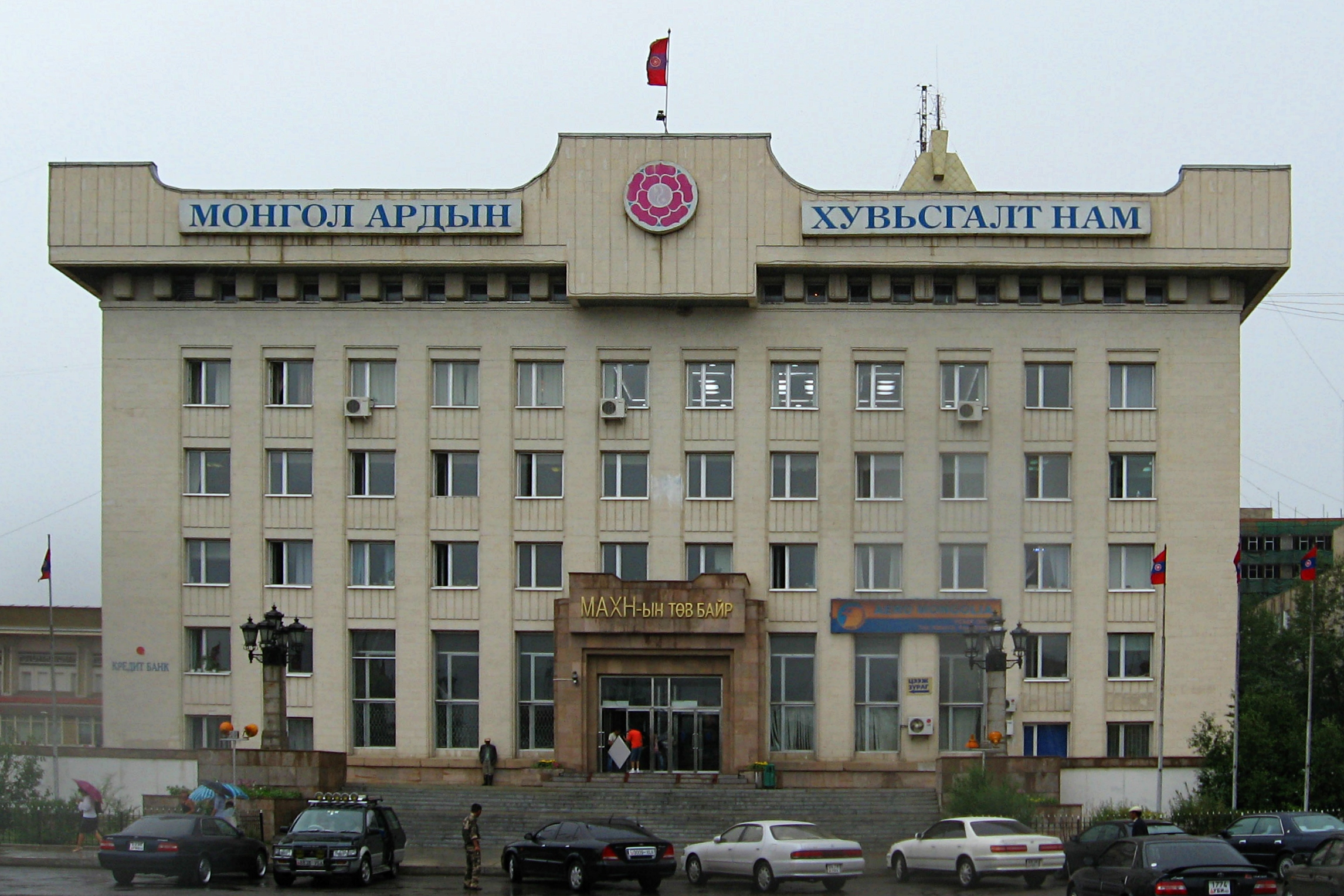
Gebouw van de Mongoolse Volkspartij in Ulaanbaatar.

De Mongoolse Volkspartij (Mongools: Монгол Ардын Нам, Mongol Ardyn Nam) is de oudste politieke partij in Mongolië. In het Mongools wordt de partij als MAH afgekort, bij omzetting van het cyrillische naar Latijnse schrift is dit MAN. De partij is opgericht in 1921 en heette tot 2010 Mongoolse Revolutionaire Volkspartij.
De partij was van 1921 tot 1996 de regerende partij (tot 1990 waren andere partijen niet wettelijk toegestaan), ook regeerde de partij van 2000 tot 2012, waarvan tussen 2004 en 2012 in een coalitie. De partij is sinds de 2016 wederom de regerende partij.

## Leiders
- Solin Danzan: 1921
- Azjvaagin Danzan: 1922-1924
- Tseren-Otsjiryn Dambadorzj: 1924-1928
- Bat-Otsjiryn Eldev-Otsjir: 1928-1930
- Pelzjidin Genden: 1928-1932
- Dorzjzjavyn Luvsansjarav: 1932-1939
- Banzarzjavyn Baasanzjav: 1936-1939
- Joemzjaagin Tsedenbal: 1940-1954,1958-1984
- Dasjin Damba: 1954-1958
- Zjambyn Batmönh: 1985-1990
- Gombozjavyn Otsjirbat: 1990-1991
- Büdragtsjaagin Dasj-Jondon: 1991-1996
- Natsagin Bagabandi: februari 1997-juni 1997
- Nambaryn Enhbajar: 1997-2005
- Miëegombyn Enhbold: 2005-2007, 2013-2017
- Sanzjaagin Bajar: 2007-2009
- Sühbaataryn Batbold: 2010-2012
- Ölzisaihany Enhtüvsjin: 2012-2013
- Uhnaagin Hürelsüh: 2017-2021
- Luvsannamsrain Ojoeun-Erdene: 2021-heden